# Норт Вошингтон (Ајова)
Норт Вошингтон (енгл. North Washington) град је у америчкој савезној држави Ајова. По попису становништва из 2010. у њему је живело 117 становника.

## Демографија
Према попису становништва из 2010. у граду је живело 117 становника, што је -1 (-0.8%) становника више него 2000. године.
| Група             | 2000.       | 2010.       |
| Белци             | 116 (98,3%) | 114 (97,4%) |
| Афроамериканци    | 0 (0,0%)    | 2 (1,7%)    |
| Азијати           | 0 (0,0%)    | 0 (0,0%)    |
| Хиспаноамериканци | 0 (0,0%)    | 3 (2,6%)    |
| Укупно            | 118         | 117         |